# Paolo Giordano
Paolo Giordano (Torí, 1982) és un escriptor italià. És llicenciat en Física teòrica. Amb tan sols vint-i-sis anys, es va convertir en el fenomen editorial més rellevant dels últims temps a Itàlia. La solitud dels nombres primers (Edicions 62, 2009) va ser guardonada amb nombrosos premis, entre els quals destaquen el Campiello Opera Prima i, especialment, el Premi Strega 2008 —el més important d'Itàlia—, a més d'obtenir un èxit sense precedents per a un autor novell: es va publicar en quaranta països i se'n van vendre més de dos milions d'exemplars només a Itàlia. A Espanya va rebre el Premi dels Lectors 2009 de la revista Qué leer. Cinc anys més tard, El cos humà (Edicions 62, 2013), la seva segona novel·la, ha estat rebuda amb un gran entusiasme a Itàlia i ja ha despertat una gran expectativa arreu del món. El 2015 es publicà a Catalunya la seva tercera i esperada novel·la, Negre i plata (Edicions 62), una obra de gran intensitat sobre una jove parella, feliç i inexperta.